# I. András vlagyimiri nagyfejedelem
I. András, oroszosan Andrej Jurjevics vagy Andrej Bogoljubszkij (oroszul Андрей Юрьевич Боголюбский), (kb. 1111 – 1174. június 29.) vlagyimiri nagyfejedelem. A szétesőben lévő Kijevi Ruszban északkeleten új hatalmi központot hozott létre amely sikeresen szembeszállt Kijevvel és idővel az egyesülő Oroszország magját alkotta. Melléknevét a Vlagyimir melletti Bogoljubovo erődjéről kapta, amely fő rezidenciájaként szolgált.

## Ifjúsága
Andrej Jurij Dolgorukij kijevi nagyfejedelem és kun feleségének második fia volt. Születésének pontos ideje nem ismert, a 600 évvel később élt Vaszilij Tatyiscsev szerint 1111-ben született. Az 1140-es években apját segítette II. Izjaszláv nagyfejedelem elleni harcában. 1146-ban Rosztyiszláv bátyjával közösen elűzte a nagyfejedelem pártján álló rjazanyi herceget aki a kunokhoz menekült. 1149-ben apja megszerezte a nagyfejedelmi trónt, Andrej pedig megkapta tőle a Kijev melletti Visgorodot. Az elhúzódó harcokban a volhíniai fejedelem elleni hadjáratban kitüntette magát Luck ostrománál. Ezután rövid ideig a volhíniai Dorogobuzst kormányozta. 1153-ban Jurij Dolgorukij Rjazanyt adományozta neki, ám a fejedelemség korábbi ura visszatért a kunoktól és elűzte Andrejt.
1154-ben Jurij visszaszerezte a nagyfejedelmi széket és Andrej visszakapta Visgorodot. Azonban már a következő évben apja akarata ellenére a Kljazma menti Vlagyimirba költözött. A visgorodi apácakolostorból magával vitte az ottani csodatevő Szűz Mária-ikont, amely a későbbiekben már mint Vlagyimiri Istenanya-ikon tett szert nagy hírnévre.

## Vlagyimiri fejedelemsége

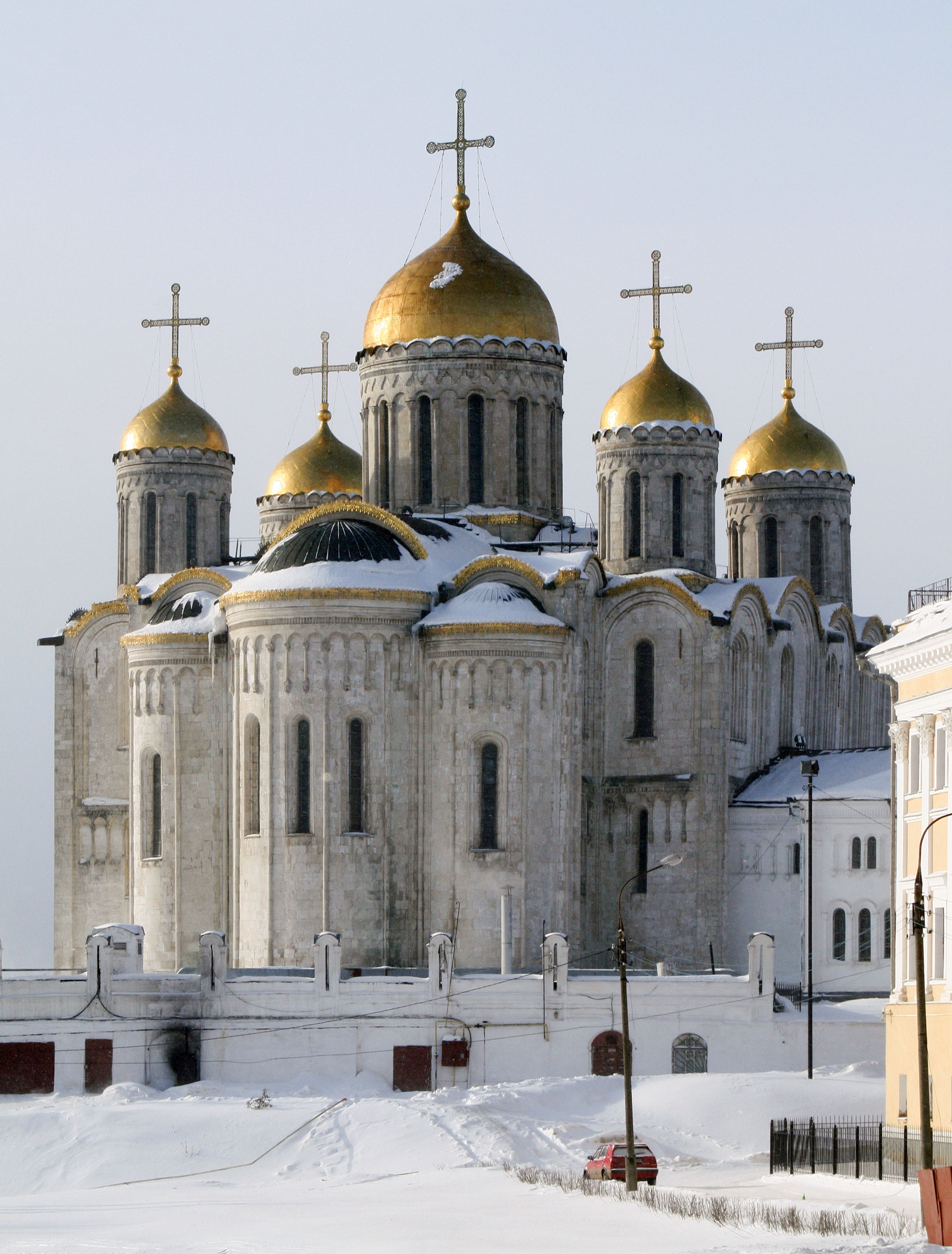
Az Andrej Bogoljubszkij által építtetett Uszpenszkij-székesegyház

Apja 1157-es halála után megörökölte a Vlagyimiri, Rosztovi és Szuzdali fejedelemségeket. Birtokai központját átköltöztette az addigi  Szuzdalból Vlagyimirbe, amelyben új városfalat és templomokat, kolostorokat építtetett (köztük a nagyszabású Uszpenszkij-székesegyházat). Ekkor erősítette meg a város melletti Bogoljubovót is, amely fejedelmi rezidenciaként szolgált. Feltehetően Andrej építtette Moszkva első erődítményeit is 1156-ban (a krónika szerint Jurij Dolgorukij volt, ő azonban ekkor Kijevben tartózkodott).
Apja halála után mint annak legidősebb életben maradt fia, joggal pályázhatott volna a nagyfejedelemségre, de helyzete az ország középső és déli részein nem volt erős (csak Gleb öccse kormányzott Perejaszlavlban) ezért a hagyományos szenioritási rendszert követve elismerte a csernyigovi Izjaszláv és a szmolenszki Rosztyiszláv elsőbbségét. Ehelyett északkeleten erősítette meg uralmát, Rosztovból elűzte apja kegyenceit és saját unokatestvéreit és megnyirbálta a népgyűlés, a vecse jogosultságait. Arra törekedett, hogy központosított, a fejedelmi kíséret katonai erejére és a módos kereskedőkre támaszkodó hatalmat építsen ki. Igyekezett háttérbe szorítani a régi bojári famíliákat és az alacsonyabb rangú, de tőle jobban függő nemességet állította a kulcspozíciókba.
1160-ban megpróbálta birtokait kiszakítani a kijevi metropolita felügyelete alól, de a konstantinápolyi pátriárka megtagadta az általa kinevezett északkeleti metropolita felszentelését.
1159-60-ban Andrej és Rosztyiszláv nagyfejedelem között egyfajta vértelen küzdelem folyt a Novgorodi fejedelemségért, mindketten latba vetették befolyásukat, hogy a kereskedőállamot magukhoz kössék. Előbb Rosztyiszláv fia, Szvjatoszláv volt a novgorodi fejedelem; amikor apját rövid időre elűzték Kijevből, helyét átvette Andrej unokaöccse, de Rosztyiszláv visszatértével fia újra bevonult Novgorodba.

## Kijev elfoglalása
1167-ben meghalt Rosztyiszláv és II. Msztyiszláv lett a nagyfejedelem, megkerülve a hagyományos öröklési rendet. Msztyiszláv leverte saját nagybátyja ellenállását, Novgorodba a saját fiát ültette és igyekezett megerősíteni a központi hatalmat. A többi fejedelem gyanakodva tekintett törekvéseire és Andrej ezt kihasználva széles koalíciót szervezett a nagyfejedelem ellen. 1169-ben az orosz hercegek többségének támogatásával és kun zsoldosokkal megerősítve Kijev ellen indult és március 12-én rohammal bevették a várost. Katonái két napig fosztogatták Kijevet, a templomokból és kolostorokból elvitték az arannyal és drágakövekkel ékesített kegyszereket, de az ikonokat és a szentek ereklyéit is. A kunok felgyújtották a híres barlangkolostort. Andrej azonban nem vette át a Volhíniába űzött Msztyiszláv helyét, Gleb öccsét tette meg kijevi fejedelemnek. Ettől kezdve azonban nagyfejedelemnek nevezte magát, vagyis az orosz hercegek közötti elsőbbséget elszakította a hagyományos fővárostól, Kijevtől. Ezzel együtt birtoka, a Vlagyimiri fejedelemség is versengeni kezdett Kijevvel az ország központja szerepköréért és nagyfejedelemségi elnevezését Andrej halála után is megtartotta.
1170 elején Andrej Novgorod ellen szervezett hadjáratot, ahol még mindig Msztyiszláv fia, Roman uralkodott, és amelyik Andrej polocki szövetségeseinek földjeit fosztogatta. Andrej legidősebb fia vezette a rjazanyi, muromi és polocki csapatokból álló sereget, amelyet azonban február 25-én Roman és a novgorodiak megfutamítottak és jelentős hányadukat foglyul ejtették. A Novgorodot sújtó éhínség miatt azonban a város hamarosan békét kért.
1164-ben Andrej a volgai bolgárok ellen vonult és elfoglalta Ibrahimov városát, három másikat pedig felégetett. 1172 telén újabb hadjáratot szervezett, de a bojárok télen nem voltak hajlandóak harcolni. A fejedelem és bojárjai között pattanásig feszült a helyzet; végül Andrej legidősebb fia mindössze a fejedelmi kísérettel támadt a bolgárok földjére és kezdett el ott fosztogatni. Az összegyűlt bolgár seregek nagy túlereje elől azonban kénytelen volt elmenekülni.

## Visgorod ostroma

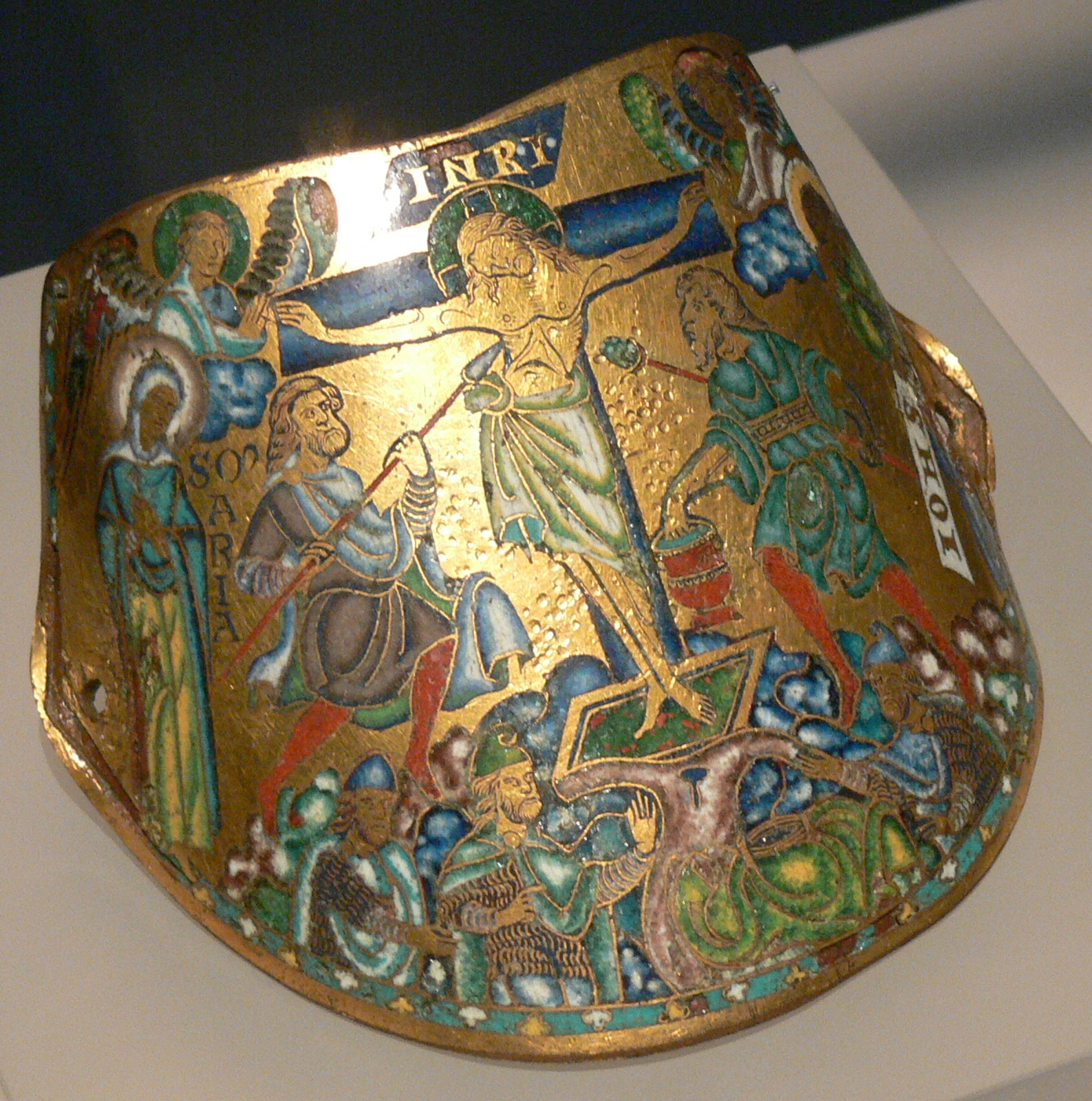
Andrej Bogoljubszkij díszes vállvértje (Louvre)

1171-ben Glebet megmérgezték és utódja (pár hónapos intermezzo után) a szmolenszki Roman Rosztyiszlavics lett. Andrej követelte tőle az öccse halálában bűnösök kiadatását, amit ő megtagadott ezért Andrej ráparancsolt hogy térjen vissza Szmolenszkbe. Roman engedelmeskedett, de a harc a kijevi trónért kiújult és gyors egymásutánban követték egymást a nagyfejedelmek, hol Andrej rokonai, hol a szmolenszki Rosztyiszlavicsok közül. Amikor aztán, miután Andrej ultimátumára a szmolenszkiek azt válaszolták, hogy bár korábban apjukként szerették, de szolgálói nem lesznek és leborotválták követének szakállát, Andrej összegyűjtötte saját és szövetségeseinek hadait és újból Kijev ellen indult.
A Rosztyiszlavicsok meg sem próbálták megvédeni Kijevet, a közeli jól megerődített Visgorodban és Belgorodban sáncolták el magukat, valamint segítségért indultak a Halicsi fejedelemségbe. Andrej hatalmas serege ( a krónika szerint ötvenezer fő) Visgorodot vette ostrom alá. Kilenchetes ostrom után megérkezett a halicsi segítség és az ellenség hírére a vlagyimiriak elkezdtek rendezetlenül visszavonulni. Az ostromlottak ekkor kicsaptak a városból és a visszavonulás meneküléssé fajult, sokan a Dnyeperbe fulladtak. 

## Halála
A balul sikerült hadjárat sokat rontott Andrej presztízsén és a vele amúgy is rossz viszonyban levő bojárok összeesküvést szerveztek a meggyilkolására. 1174. június 28-ának estéjén csaptak le rá. A krónika szerint előbb a borospincében kerestek bátorságot, ezután a fejedelem hálószobájához vonultak és bekopogtak. Andrej megkérdezte, hogy ki az, mire azt válaszolták, hogy Prokopij (egyik kedvenc szolgája). Andrej azonban gyanút fogott, mert nem ismerte fel szolgája hangját és kardját kezdte keresni, amit azonban a bojárok korábban elloptak. Az összeesküvők betörték az ajtót és a fejedelemre támadtak, aki sokáig védekezett, de végül a sebesülések és a vérveszteség leterítették. A bojárok ekkor visszatértek a pincébe. A súlyosan sérült Andrej magához tért és menekülni próbált de a véres nyomokon követték és végeztek vele. A nagyfejedelem holtteste az utcán hevert, míg a szolgák a palotát fosztogatták.
Halála után fiai és testvérei egymás között kezdtek el harcolni az örökségért.
1702 körül a pravoszláv egyház szentté avatta, mint példás életű fejedelmet. Teste a vlagyimiri Uszpenszkij-székesegyházban található.

## Családja és gyermekei
Jurij Dolgorukij 1147-ben annak goromba viselkedéséért kivégeztette Sztyepan Kucsko bojárt, gyermekeit pedig magához vette. Lányát, a szép Ulitát 1148-ban Andrejhez adta feleségül. Ulita részt vett a nagyfejedelem elleni összeesküvésben, ezért 1175-ben kivégezték (egy másik forrás szerint nem őt, hanem Andrej második, ismeretlen nevű feleségét végezték ki). Öt gyermekük született:
- Izjaszláv (†1165)
- Msztyiszláv (†1173. március 28.)
- Jurij († kb. 1190) novgorodi fejedelem, Tamara grúz királynő férje
- Rosztyiszlava
- Gleb (1155? – 1175), kolostorba vonult és szentté avatták

## Fordítás
- Ez a szócikk részben vagy egészben  a(z)   Андрей Юрьевич Боголюбский) című orosz Wikipédia-szócikk ezen változatának fordításán alapul.  Az eredeti cikk szerkesztőit annak laptörténete sorolja fel. Ez a jelzés csupán a megfogalmazás eredetét és a szerzői jogokat jelzi, nem szolgál a cikkben szereplő információk forrásmegjelöléseként.